# Marianne Paus
Marianne Paus (* 17. August 1935 in Essen; † 29. Mai 2015 in Bielefeld) war eine deutsche Politikerin und Landtagsabgeordnete (CDU).

## Leben und Beruf
Nach dem Besuch der Volksschule und des Gymnasiums mit dem Abschluss der mittleren Reife besuchte Paus die Fachoberschule für Kindergärtnerinnen und Hortnerinnen. Sie legte das Staatsexamen ab und war von 1955 bis 1960 als Kindergärtnerin beschäftigt.
Seit 1973 war sie Mitglied der CDU und in zahlreichen Gremien vertreten, so unter anderem als Vorsitzende der CDU-Frauenvereinigung des Kreisverbandes Bielefeld und als Mitglied des Landesvorstands der CDU NRW von 1989 bis 1991.

## Abgeordnete
Vom 31. Mai 1990 bis zum 31. Mai 1995 war Paus Mitglied des Landtags des Landes Nordrhein-Westfalen. Sie wurde über die Landesliste ihrer Partei gewählt.
Dem Stadtrat der Stadt Bielefeld gehört sie von 1984 bis 1990 an. Paus war Mitglied der 10. Bundesversammlung am 23. Mai 1994.

## Auszeichnung
Paus war Trägerin des Bundesverdienstkreuzes am Bande.